# هنری پرین بالدوین
هنری پرین بالدوین (Henry Perrine Baldwin)‏ (۲۹ اوت ۱۸۴۲–۸ ژوئیه ۱۹۱۱)، تاجر و سیاستمداری در مائوئی در جزایر هاوایی بود. او ساخت «سامانه آبیاری مائوئی شرقی» را نظاره کرده و مؤسس مشترک «الکساندر و بالدوین»، یکی از «پنج بزرگ» (اشاره به پنج شرکت بزرگ) بود که بر اقتصاد قلمروی هاوایی مسلط گشت.

## زندگی
بالدوین در ۲۹ اوت ۱۸۴۲ میلادی در لاهاینای هاوایی بدنیا آمد. پدر او مبلغ مسیحی آمریکایی «دوایت بالدوین» (۱۷۹۸–۱۸۸۶) و مادرش «شارلوت فولر بالدوین» بود. نام او از نام «متیو لارو پرین» (۱۷۷۷–۱۸۳۶)، استاد مدرسه علوم دینی آوبورن گرفته شده است، جاییکه پدر او مدت کوتاهی پس از انفصالش از جزایر هاوایی فارغ‌التحصیل شد. او در مدرسه پوناهو در هونولولو شرکت کرد و به مائوی بازگشت تا کشاورز شود. ابتدا مدیریت کشتزار برنج ویلیام دویت الکساندر را امتحان کرد، ما شکست خورد. به جایش در ۱۸۶۳ میلادی برای کار با برادش دیوید رفت (همچنین با دوایت بالدوین جونیور تماس گرفت)، کسی که با او مزرعه نیشکری را آغاز کرده بود. او امیدوار بود تا پول کافی برای رفتن به مدرسه پزشکی را بدست آورد، اما هیچگاه از صنعت شکر خارج نشد. او شغلی را به عنوان سرکارگر (به نام لونا) را در کشتزار وایهی که کریستوفر اچ لورز صاحب آن بود را تحت مدیریت ساموئل توماس الکساندر اختیار کرد. او در سال ۱۸۶۷ میلادی به سواحل غربی ایالات متحده سفر نمود.
بالدوین با الکساندر در ۱۸۶۹ میلادی شرکای تجاری شده و ۱۲ جریب فرنگی (۴۹ هزار متر مربع) را در مائوی شرقی «آهوپوا» (بخش خشکی باستانی) به نام «هاماکوا پوکو» خریداری نمودند (این مکان را نباید با بخش هاماکوا از جزایر هاوایی اشتباه کرد). آنها در ۱۸۷۰ میلادی ۵۵۹ جریب فرنگی (۲٫۲۶ کیلومتر مربع) دیگر را خریداری کرده و نیشکر کاشتند. بالدوین برای خرید این زمین دچار بدهی شد.
آنها در ناحیه‌ای به نام «سانیساید» زندگی کردند که نزدیک آسیاب شکر پولیولی در لبه موقعیت ۲۰°۵۳′۳۲″ شمالی ۱۵۶°۲۱′۳″ غربی رنگین کمان گولچ قرار داشته و توسط رابرت هیند ساخته شده بود. الکساندر آسیاب هایکوی بزرگتر را مدیریت کرد که توسط «کسل اند کوک» در ۱۸۶۱ میلادی ساخته شده بود و توسط دوتا از مأموران عالی‌رتبه سابق ساخته شده بودند. الکساندر با مارتا الیزا کوک، دختر آموس استار کوک، مؤسس مشترک کستل اند کوک ازدواج کرده بود.
بالدوین در ۲۸ مارس ۱۸۷۶ میلادی دست راستش را در حادثه صنعتی در آسیاب پالیولی از دست داد. در تلاش برای تنظیم غلطک‌ها، انگشتانش در آسیاب نی‌شکر گیر کرد و دست راستش را داخل کشیده و تقریباً قبل از این که بتواند دستگاه را خاموش کند به حالت مرگ رسیده و چرخش را معکوس کرده تا آزاد شود. کی از کارگران برای آوردن نزدیک‌ترین پزشک در فاصله ده مایلی (۱۶ کیلومتر) فرستاده شد تا کار قطع عضو را انجام دهد. طی چند هفته او یادگرفت که با دست چپش بنویسد و به نوازندگی ارغنون در کلیسایش با یک دست ادامه داد. طی یک ماه توانست در زمین‌هایش اسب سواری کند.

## راه آب هاماکوا
پیمان تقابل ۱۸۷۵ امکان آزادسازی صادرات شکر به ایالات متحده را فراهم نمود. گرچه که جزایر هاوایی فصل رویش ۱۲ ماه‌ای داشت، مسئله عمده با کشاورزی جنگل‌های خشک سابق این بود که سرحدات وسیعش در وضعیت بارش قرار داشت. پس از بارش حاره‌ای سریع، تابش شدید خورشید می‌تواند موجب رشد فوق‌العاده‌ای گردد. اما اغلب سال‌هایی بودند که در برخی مناطق آن بارش کم بوده یا بارشی صورت نمی‌گرفت. روزی بالدوین طی یک خشکسالی گفت که روی زمین زانو زده و برای باران دعا کرده‌است. او آمد و قول داد که اگر موفقیت حاصل آید، مطمئن خواهد شد که مقبره مناسبی خواهد ساخت.
الکساندر عملگراتر بود: پدر او در مدرسه لاهاینالونا تدریس کرد، جایی که راه‌آب‌های آبیاری برای باغ‌های خصوصی کوچک از زمان‌های باستان هاوایی مورد استفاده قرار گرفته بوده‌است. الکساندر متوجه جنگل‌های بارانی در ضلع شرقی (بادگیر) جزیره شد و شیب‌های بالایی هالئاکالا باران‌های بیشتری را دریافت می‌کردند. سرزمین آن ناحیه بسیار برای گیاهان خشن بود، اما آن‌ها استدلال کردند که آبراهه‌ای قادر است که آب را به ناحیه پایین‌تر و مسطح تر بیاورد. ویلیام هاریسون رایس کشتزار نی‌شکر کوچکی را در ۱۸۵۶ میلادی آبیاری کرده بود، اما این سامانه ۳ هزار جریب فرنگی (۱۲۰۰ هکتار) را تأمین خواهد کرد. الکساندر یک مساحی را ترتیب داد، تأمین مالی از سایر مزرعه‌داران را جهت ایجاد شرکت آب راه هاماکوا را ایجاد کرد و بر سر اجاره دوساله کینگ دیوید کالاکائوآ توسط حکومت جهت ساخت یک پروژه با شروع از ۳۰ سپتامبر ۱۸۷۶ میلادی مذاکره نمود.
بالدوین که هیچ آموزش مهندسی نداشت، در حالی که داشت از جراحت‌هایش بهبود می‌یافت، بر چیزی نظارت کرد که بعدها به آبراه آماکوئای ۱۷ مایلی (۲۷ کیلومتری) شناخته شد. کلاوس اسپرکلز که در زمینه شکر جزو رقبا بود، اجاره دیگری را از حکومت پادشاهی بدست آورد، لذا مگر آن که بالدوین سامانه خویش را تا ۲۰ سپتامبر ۱۸۷۸ میلادی تکمیل کرده باشد، آب به اسپرکلز می‌رفته‌است. در کنار آبراه‌های حقیقی که با خاک رس خط بندی شده بودند، آبگیرها و سیفون‌هایی برای عبور از چندین دره عمیق نیز مورد استفاده واقع شدند. بالدوین روزانه به سمت آبگذرها با تنها دست باقیمانده‌اش پایین می‌رفت. کارگران مشکوک شدند که آب از طریق یک لوله پایین می‌رود و سپس در سمت دیگر از طریق لوله بالا می‌رود.
آب شروع به جریان پیدا کردن در کشتزار «کستل اند کوک» در ژوئیه ۱۸۷۷ میلادی کرد. عبور «آبگذر مالیگو» با خط لوله آخرین قدم مهمی بود که برداشته شد، چرا که آن‌ها قادر شدند تا زمین‌های خودشان را آبیاری کنند. الکساندر برای سفری به اروپا در ۹ ژوئیه ۱۸۷۸ میلادی عازم شده و مدیریت روزمره عملیات هاوایی را به بالدوین سپرد. این پروژه از بودجه در نظر گرفته شده عبور کرد، ولی سر موقع تکمیل شده و کار کرد. چندین پروژهٔ دیگر در ۱۹۲۳ میلادی به سامانه اضافه شد.
این ایده طی سال‌ها در پروژه مائوی و سایر جزایر نیز تکثیر شد. مهندس عمران «مایکل اوشاگنسی» آبراه کولاو و برخی از پروژه‌های مشابه را با استفاده از فناوری‌های توسعه یافته برای تونل‌های راه‌آهن طی سال‌های ۱۹۰۴–۱۹۰۵ میلادی طراحی کرد. سپس به سان فرانسیسکو بازگشت و این ایده را بر روی «آبراه هچ هچی» اعمال نمود. الکساندر و بالدوین این پروژه‌ها را در شرکت آبیاری مائوی شرقیشان گنجاند. سامانه آبیاری مائوی شرقی در ۲۰۰۲ میلادی به عنوان «سرزمین تاریخی مهندسی عمران» اعلام گشت.